# Puabi
Puabi was rond 2450 v.Chr. koningin van Ur tijdens de eerste dynastie van deze stad.
Haar naam werd vroeger ook als Shubad gelezen. Haar grafkamer met haar skelet in de Koninklijke Begraafplaats van Ur
werd intact aangetroffen.
Zij werd gevonden in een van beide graven die Woolley graf PG 789 en PG 800 noemde. Hij veronderstelde dat deze twee vrijwel identieke graven die van een onbekende koning en zijn koningin waren. Later is dat idee echter verworpen.  
De grafkamer wordt nu aangeduid als PG 800B omdat het verband met de grafput PG 800 die er 2,5 meter boven ligt niet duidelijk is. Haar grafkamer bevatte, zoals gebruikelijk voor de koninklijke graven van de begraafplaats, de skeletten van drie personen die haar in de dood begeleidden en nog 21 in de grafput die Woolley ermee associeerde. Mensenoffers waren in deze tijd niet ongewoon. Puabi droeg een rolzegel van lapis lazuli op haar lichaam met haar naam en titel. Woolley dacht dat graf PG 789 ernaast van haar echtgenoot Meskalamdug was. Dit graf was zoals alle andere graven geplunderd en dit kan dus niet bevestigd worden. Verder is uit later onderzoek gebleken dat PG 800B waarschijnlijk eerder gegraven is. Omdat het rolzegel de titel ereš bevat en het ongebruikelijk was voor een vrouw dat er geen verwijzing naar haar man of vader bij stond, wordt vermoed dat zij een regerende vorstin geweest is.
Haar grafkamer bevatte grote rijkdommen. Er zijn duizenden kralen. Er zijn vaten van zilver, goud en kostbare steen. Het indrukwekkendste is wel haar hoofdtooi die zo'n 2,21 kilo goud bevatte. Deze bestond uit vier kransen van bladgouden bladeren in de vorm van populier- en wilgenblad en was gedecoreerd met kralen en hangers van goud, lapis lazuli en kornalijn. Linten van goud met een totale lengte van 12 meter verdeelden haar haar in lagen en een grote kam van goud ondersteunde haar haar aan de achterzijde.
Wat in 1929 als "Puabis diadeem" onder nummer B16684 geregistreerd was, bleek achteraf een creatie van Woolley, of waarschijnlijker zijn vrouw Katherine, geweest te zijn die een aantal losse sieraden tot een ingewikkelde hoofdband naar de mode van de flappers van die tijd aaneengeregen had. 

## Galerij

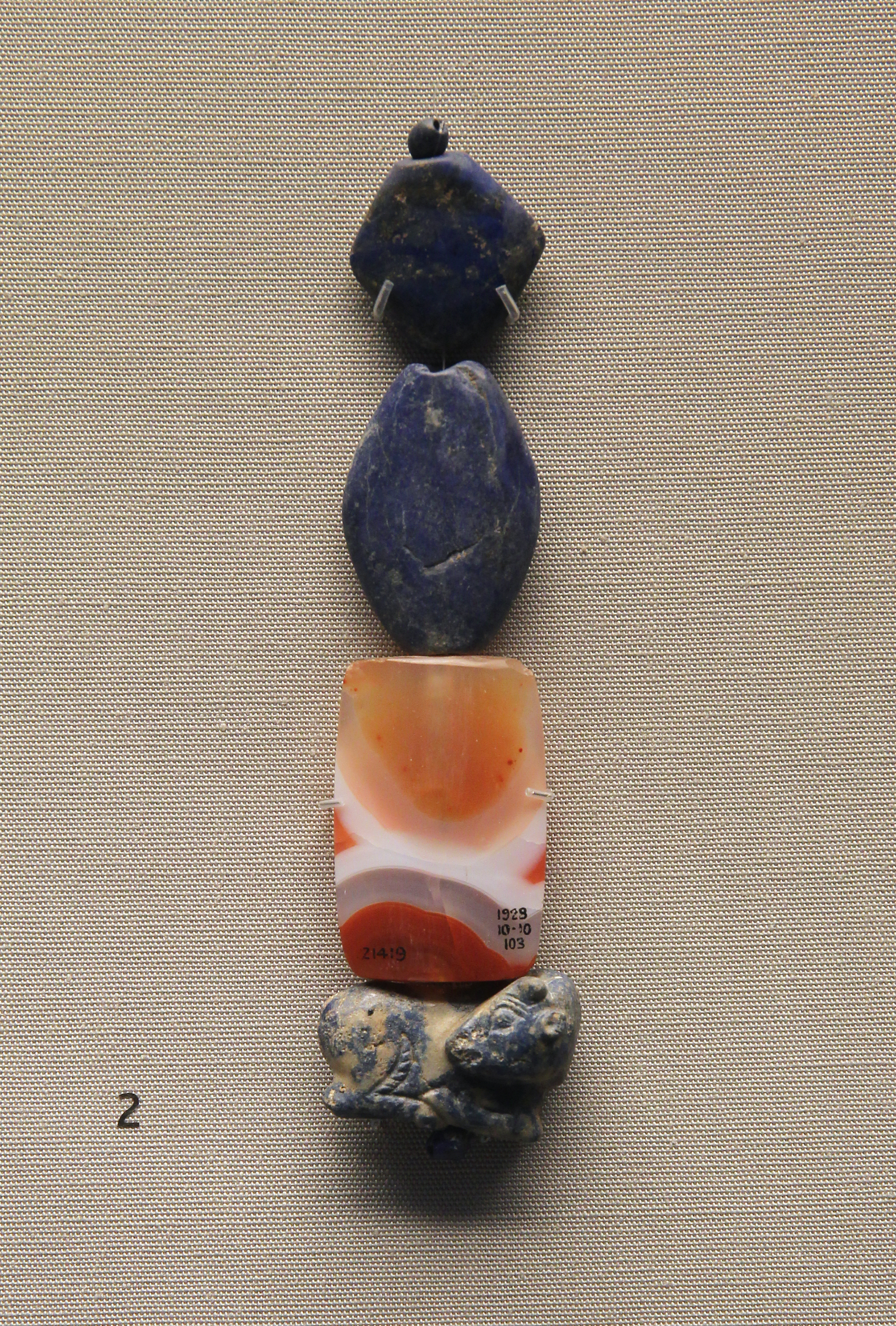
Hanger van koningin Puabi
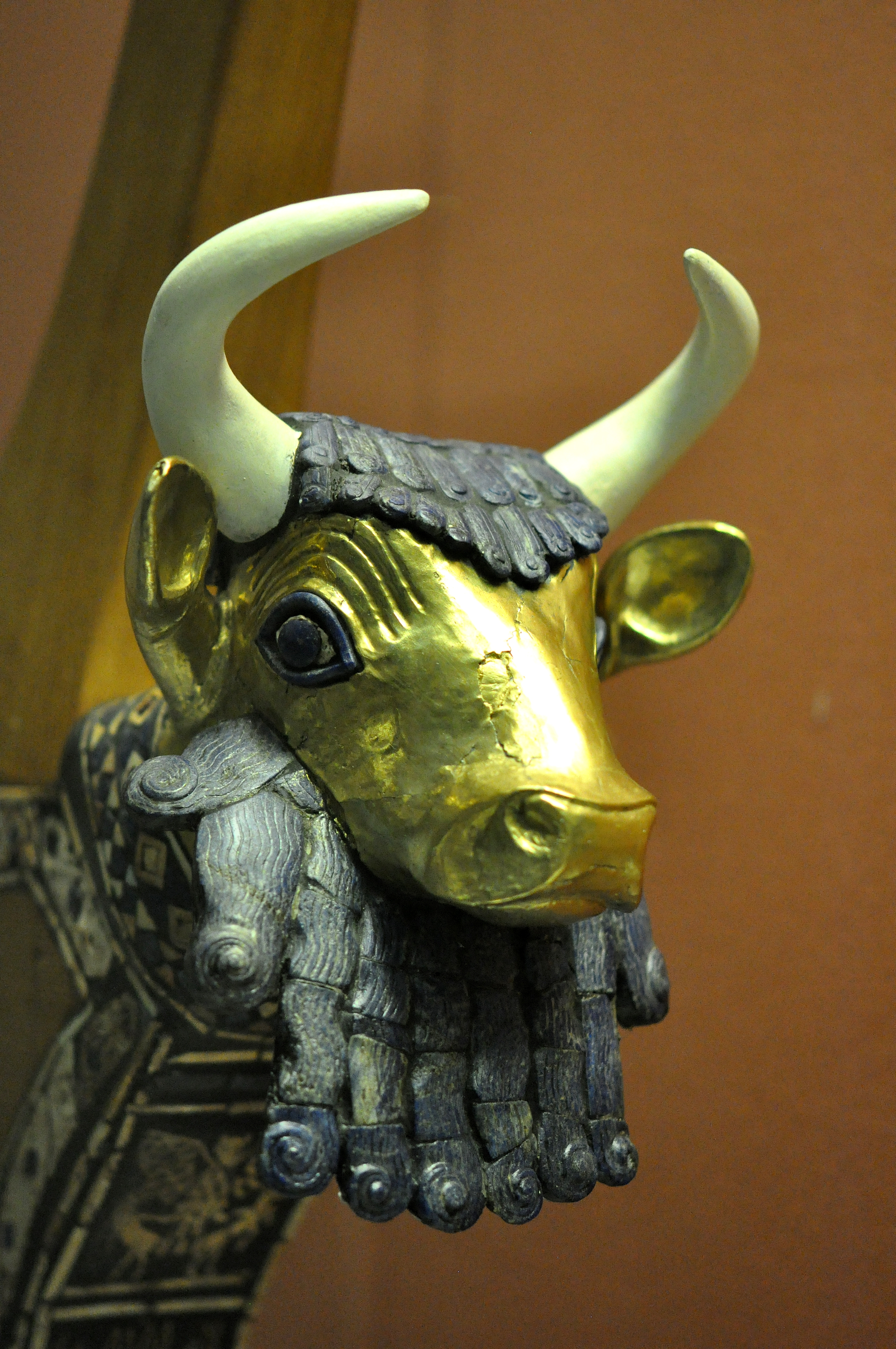
Stierenkop op de lier in Puabis graf
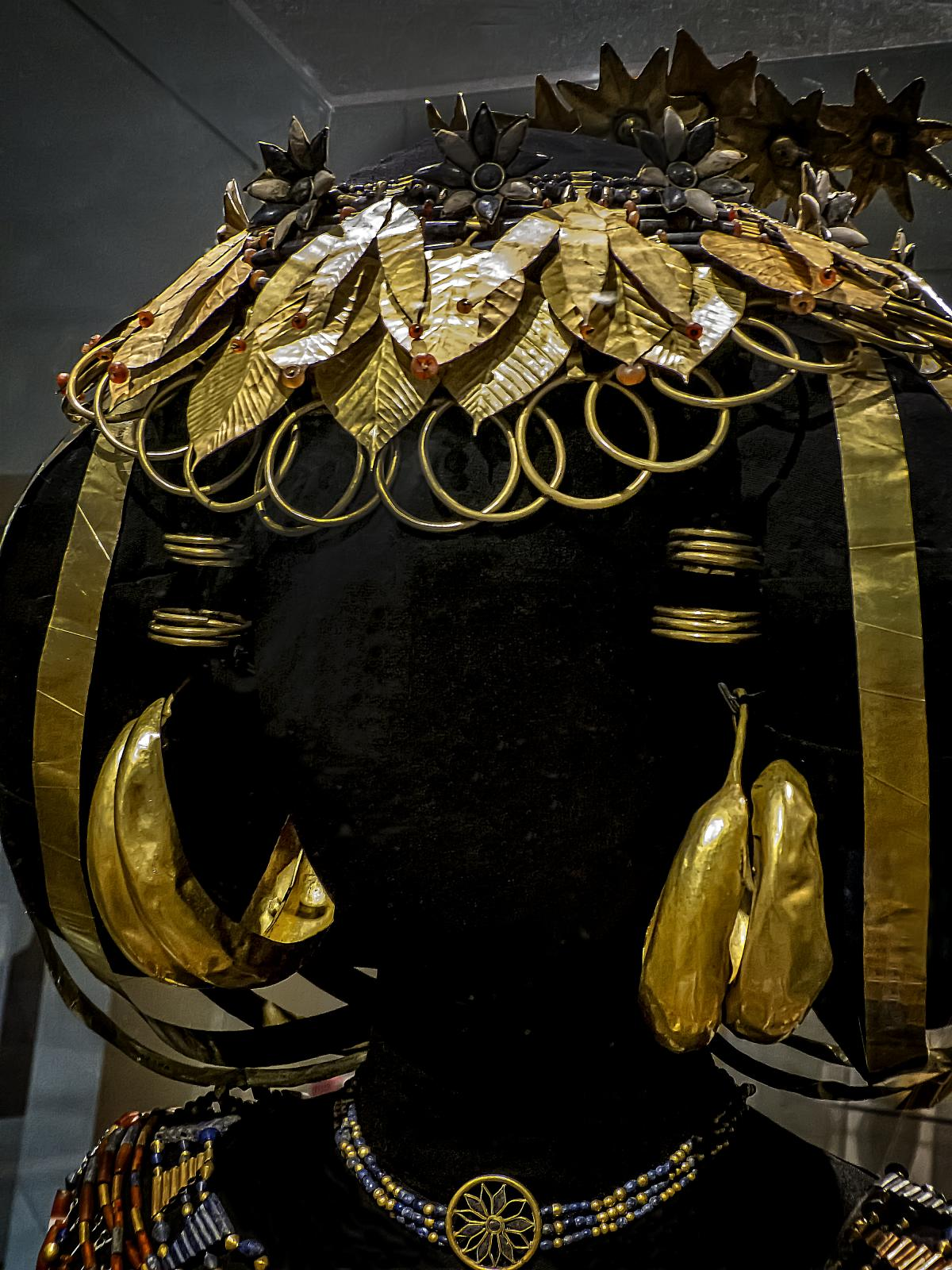
Reconstructie van Puabis hoofdtooi
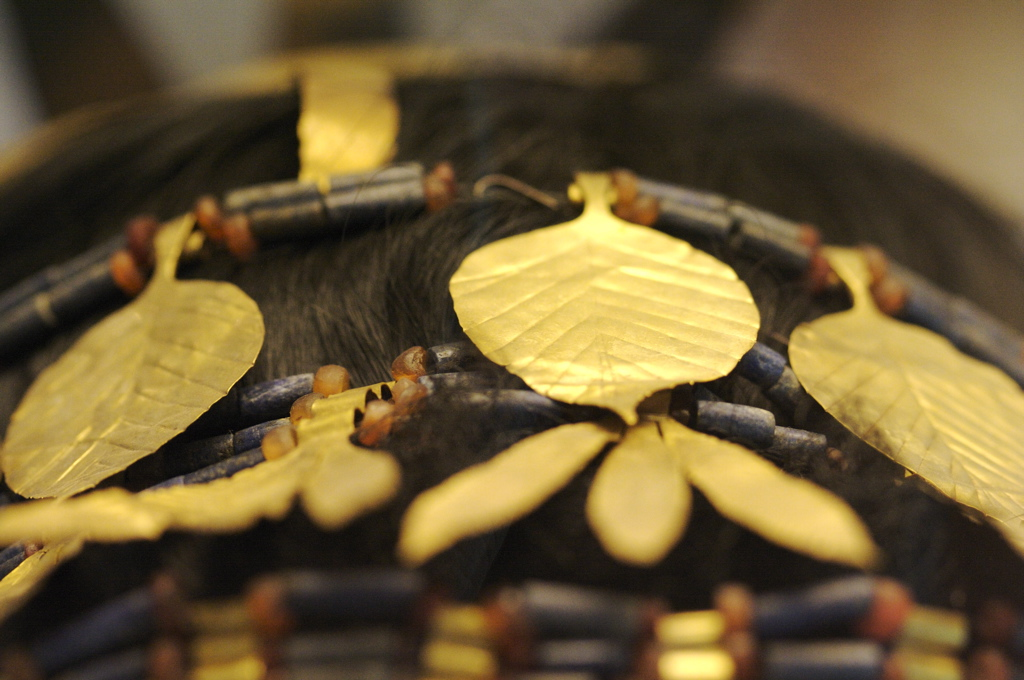
Het gouden lover
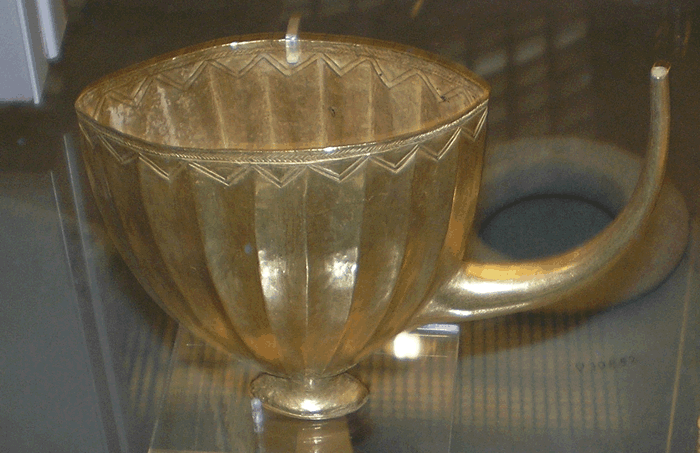
Gouden vaas
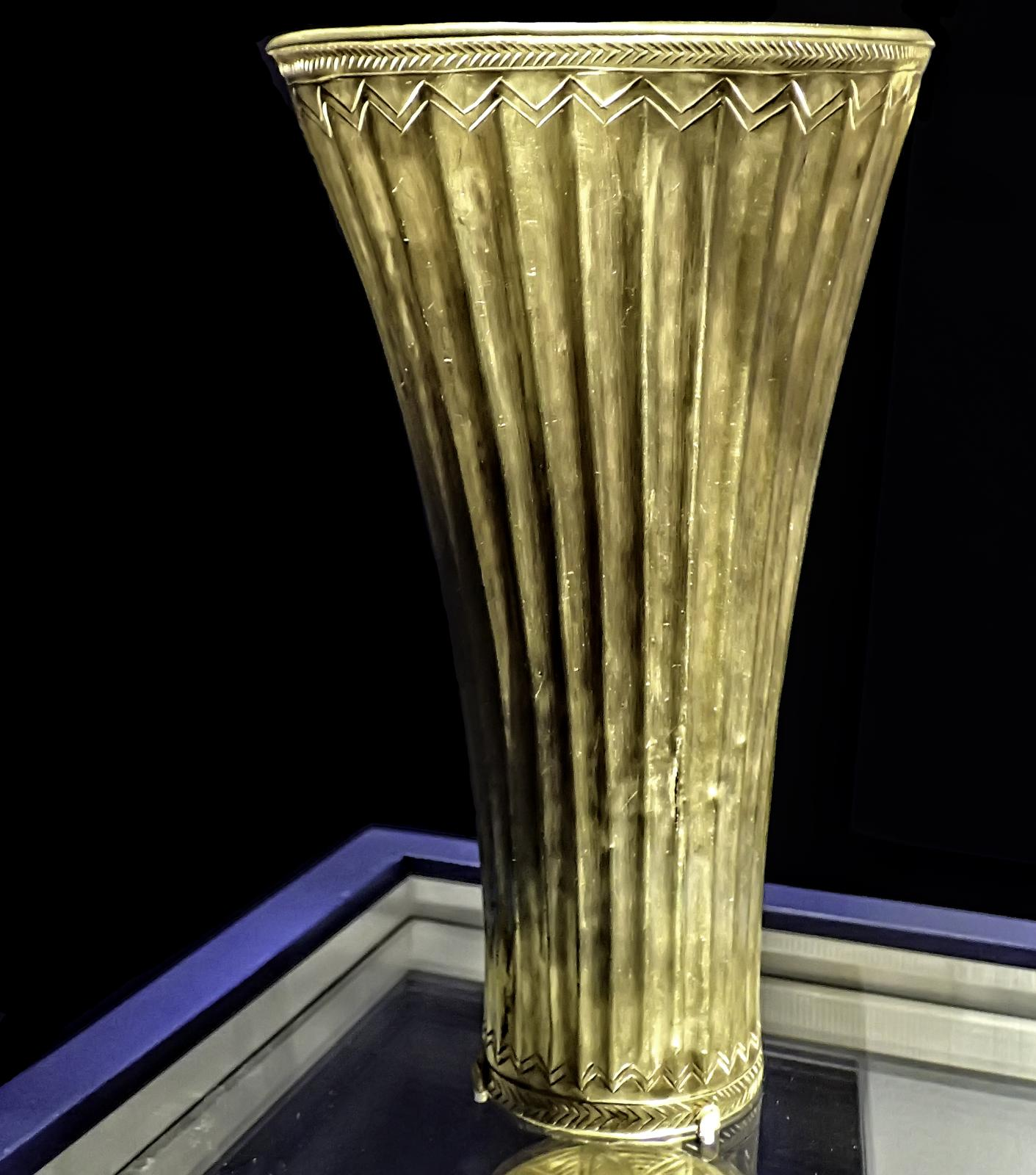
Drinkbeker